# 更埴ジャンクション
更埴ジャンクション（こうしょくジャンクション）は、長野県千曲市にある長野自動車道と上信越自動車道のジャンクションである。なお、ジャンクション名の更埴は、所在地の開通時の旧市名「更埴市」からきている。

## 概要

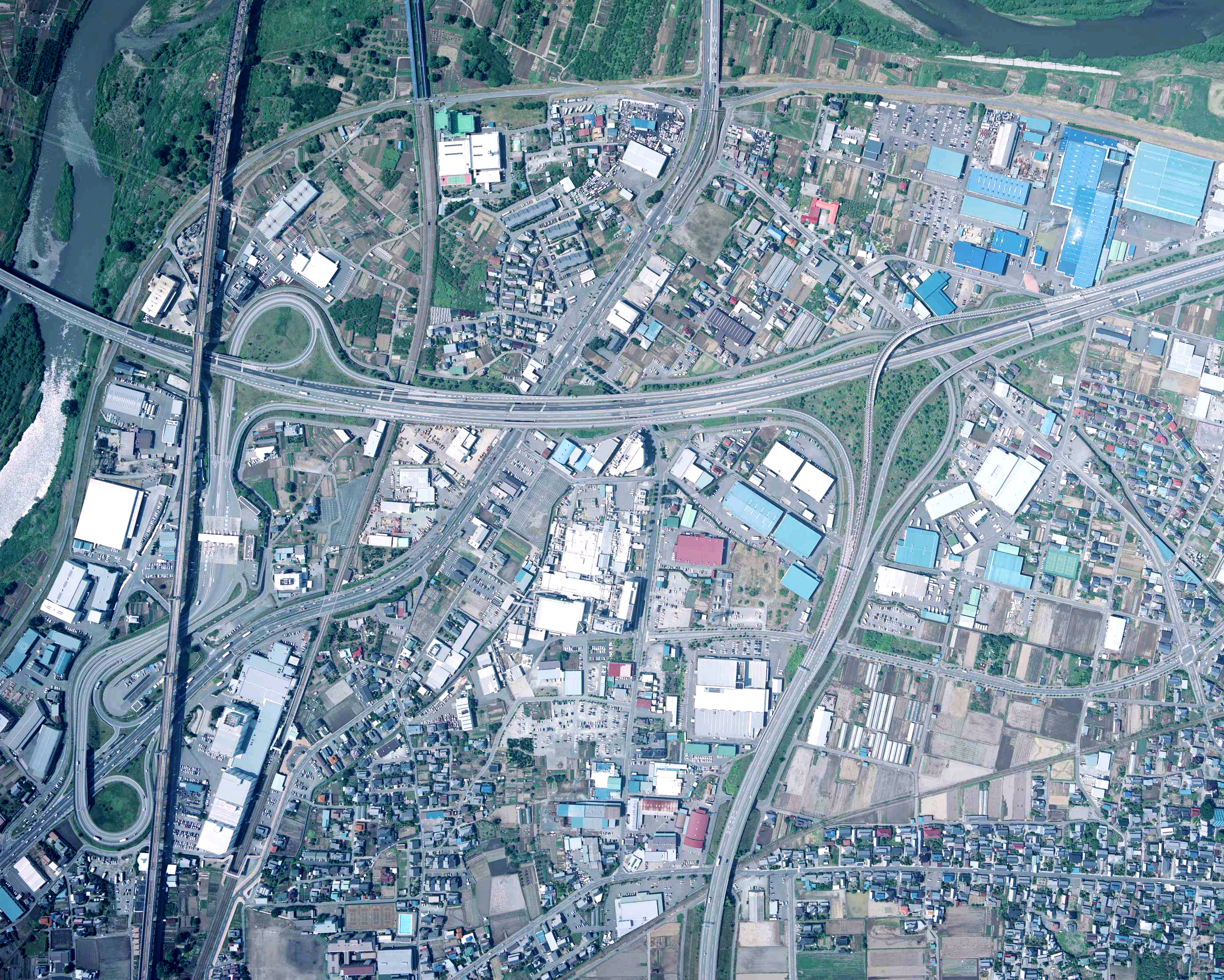
更埴JCTと更埴IC周辺の空中写真。
右が更埴JCT、左が更埴IC。
。
（2010年6月17日撮影の画像を使用作成。）

ジャンクションの構造は、長野道方面と上信越道上越方面が本線で、上信越道藤岡方面が分岐する形となっている。この分岐部には、50km/hの速度制限がかかっている。また、長野道側に更埴ICが近接している為、長野道-藤岡方面間とICの出入口でランプウェイを共有している（集散路）。なお、ランプウェイの共有は、大月JCT-ICや海老名JCT-厚木ICなどのような大規模なものでは無く、簡易的な構造であり、ランプウェイを通じて、長野道と上信越道上越方面を行き来することも可能になっている。
分岐案内標識は、長野道方面を「中央道方面」、上信越道 長野・上越方面を「北陸道方面」、上信越道 藤岡方面を「関越道方面」と表記している。
ここから長野ICまでの間、政令上の正式な路線名としては関越自動車道上越線と中央自動車道長野線の重複区間である。

### 事故の増加
上信越道藤岡方面から上越方面へ繋がるランプ高架橋は、急勾配かつカーブが急なため、2005年（平成17年）に入ってから、その地点でスピード超過が原因の事故が度々発生し、車両や積荷の転落に至る事故も起きるなど問題となっていた。
このため転落防止用の防護柵を強化したり、1車線化して減速を促すなどの対策が実施された。このような事態からNEXCO東日本は、規制速度を守り、前方をよく注意して、安全運転を心がけるよう、注意を呼びかけている。

## 歴史
- 1993年（平成5年）3月25日：長野道 豊科IC（現・安曇野IC） - 更埴JCT間及び上信越道 更埴JCT - 須坂長野東IC間開通。
- 1996年（平成8年）11月14日：上信越道 小諸IC - 更埴JCT間開通に伴い、供用開始。当時は暫定2車線。
- 2004年（平成16年）7月17日：上信越道 上田菅平IC - 更埴JCT間を4車線化。

## 接続する路線
- E18 上信越自動車道（12番）
- E19 長野自動車道(12番)

## 隣
E18 上信越自動車道
(11) 坂城IC - 千曲川さかきPA - (12) 更埴JCT - 松代PA - (13) 長野IC
E19 長野自動車道
(7) 更埴IC - (12) 更埴JCT